# Bosparelmoervlinder
De bosparelmoervlinder (Melitaea athalia) is een vlindersoort die werd beschreven door S.A. von Rottemburg in 1775. Melitaea athalia maakt deel uit van het geslacht Melitaea en de familie van vossen, weerschijn en parelmoervlinder. Er zijn geen ondersoorten vermeld in de Catalogue of Life.
Het is een oranje vlinder met een bruinzwart netvormig patroon dat in grote delen van Europa en Azië voorkomt. De tijd die de rups (larve) nodig heeft om zich te ontwikkelen varieert enorm. In sommige gevallen slaagt deze vlinder erin om tijdens het zomerseizoen een paar generaties te krijgen, maar in andere gevallen kan de rups meerdere winters overwinteren voordat hij verpopt en verandert in het imago, de volledig gevormde vlinder.
Een oudere Zweedse naam voor bosnetvlinder is gewone netvlinder.

## Uiterlijk
De soort bosparelmoervlinder varieert sterk qua uiterlijk en grootte, deels afhankelijk van waar hij geografisch wordt aangetroffen, maar varieert ook binnen de populaties.
De spanwijdte varieert tussen 29 en 42 millimeter, bij verschillende individuen. Het mannetje en het vrouwtje zijn gelijk. De bovenzijde is geelbruin of oranje met een netachtig patroon in donkerbruin of bruinzwart. De verhoudingen tussen oranje en bruinzwart variëren, evenals de tint van de oranje of bruine kleur. Langs de buitenranden van de vleugels bevinden zich witte en bruine randen. De onderkant van de voorvleugels is oranje met donkerbruine vlekken in een netvorming patroon. De buitenrand is lichtgeel. De onderkant van de achtervleugel heeft een patroon met dwarsbanden van geelwit, lichtgeel en oranje, gescheiden door smalle bruinzwarte lijnen. De vleugelribben zijn bruinzwart.

De rups (larve) is grijszwart met lichtbruine stekels en wordt tot 25 millimeter lang.

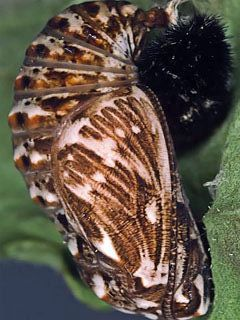
de pop
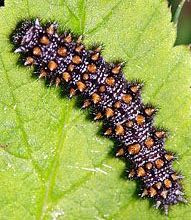
De rups
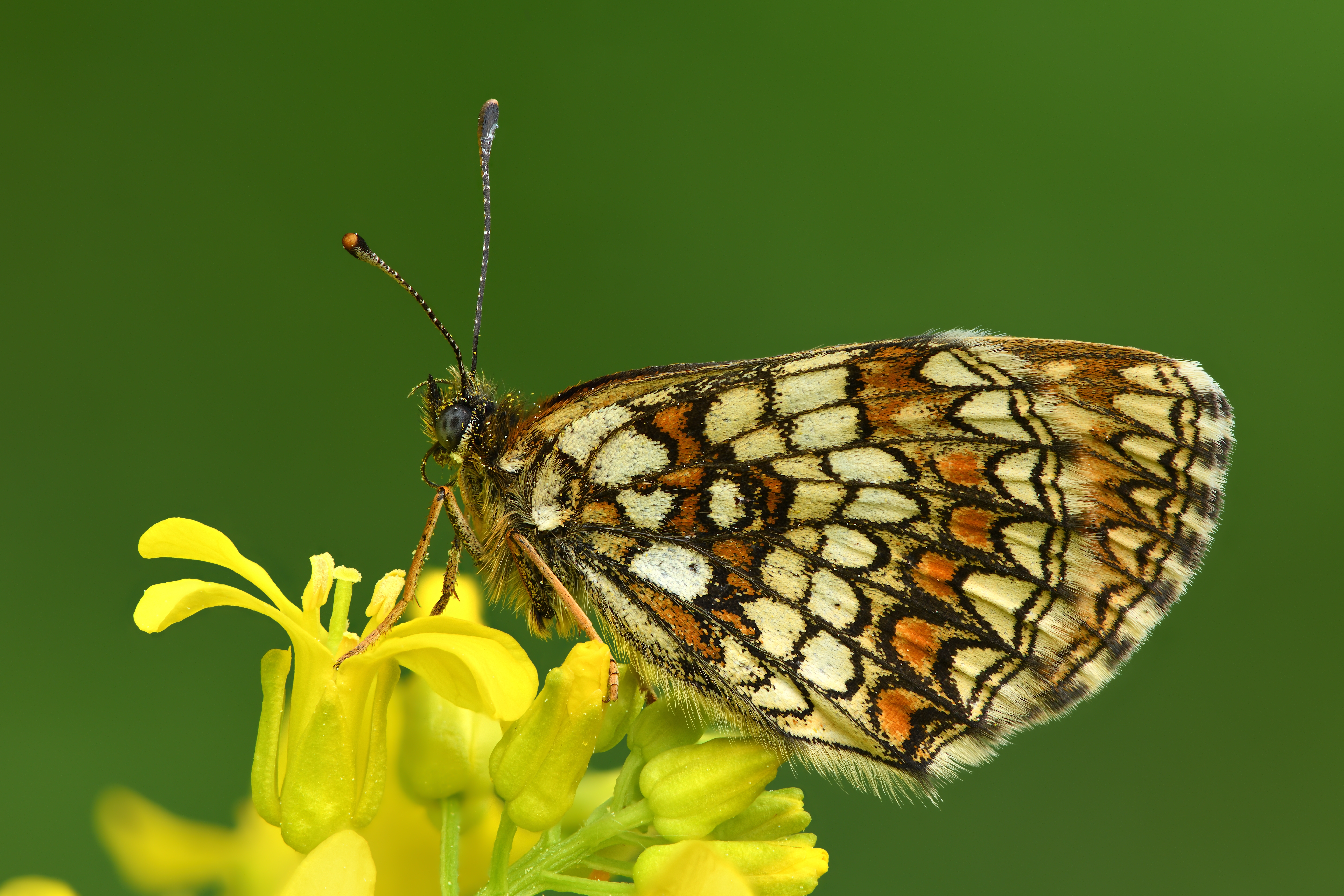
Onderkant vleugel
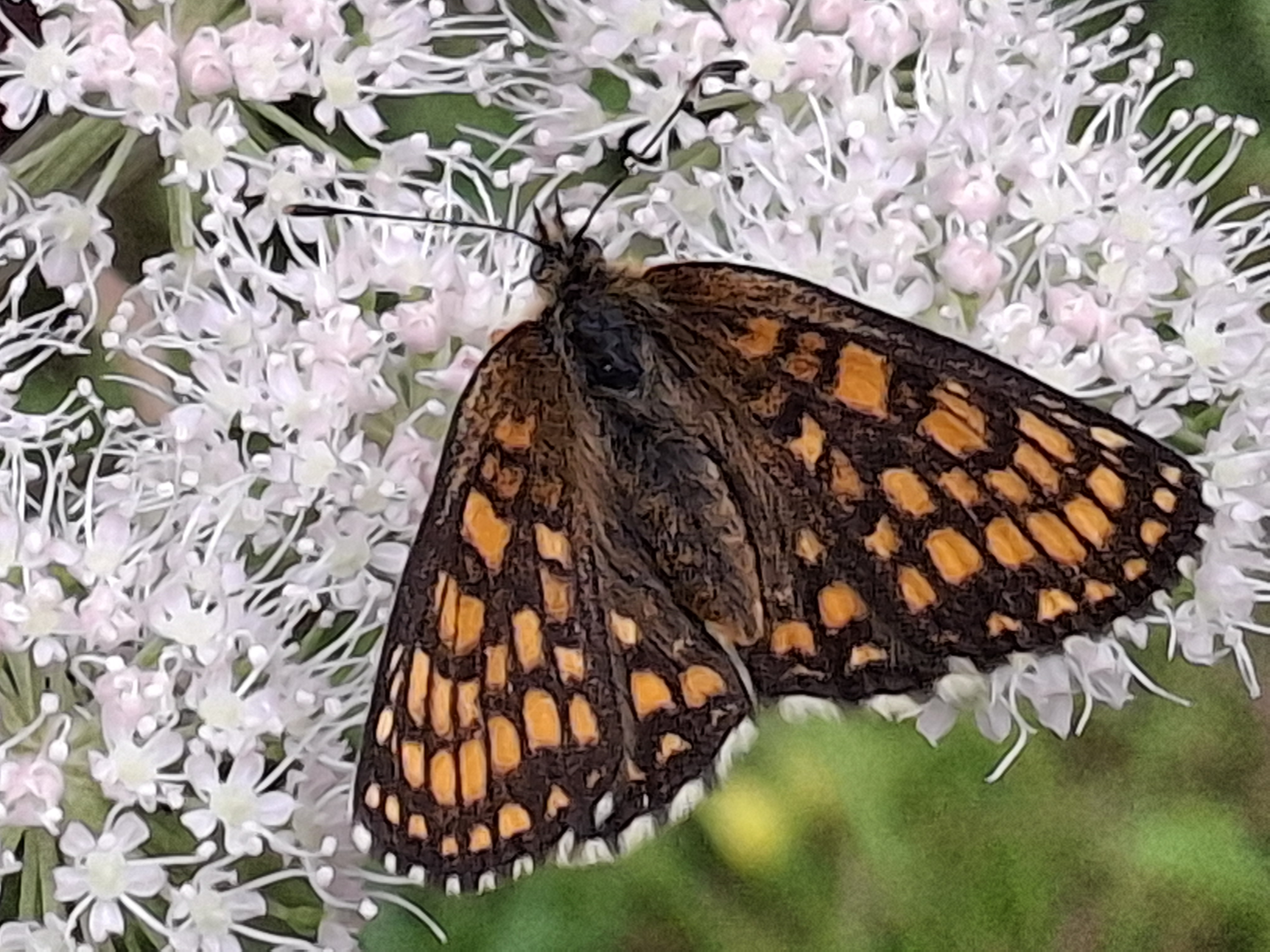
Bovenkant vleugel (vrouwtje)

## Verspreiding
De soort komt voor in geheel Europa. Het is een gewone vlinder in Scandinavië en Duitsland. In Engeland is de soort sterk achteruitgegaan en wordt daar nu beschouwd als een van de zeldzaamste en meest bedreigde vlindersoorten. Ook in Nederland is de bosparelmoervlinder zeldzaam en sterk achteruitgegaan: werd de soort tot en met 1980 in 151 uurhokken aangetroffen, in de periode 1980-1986 was dat nog in slechts 16 uurhokken (in Drenthe en op de Veluwe). De bosparelmoervlinder staat als bedreigd op de Nederlandse rode lijst.

## Levenswijze
De bosparelmoervlinder legt in de zomer eieren in clusters van 60-100. Als waardplanten worden genoemd hengel (Melampyrum pratense), smalle weegbree (Plantago lanceolata) en gewone ereprijs (Veronica chamaedrys). In Nederland wordt - voor zover bekend - alleen de hengel als waardplant gebruikt. De eieren komen uit in juli en augustus. De rupsen overwinteren als halfvolgroeide rups en verpoppen in de lente. De vlinder vliegt van eind mei tot begin augustus.
Deze vlinder doorloopt, net als alle andere vlinders, tijdens zijn leven vier verschillende stadia; ei, rups (larvaal staium), pop en volwassene (imago). Een dergelijke transformatie wordt volledige metamorfose genoemd.
De vliegperiode, de periode waarin de vlinder volgroeid is, valt in juni-augustus. In de noordelijke delen van zijn verspreidingsgebied (zie hierboven) vliegt hij gedurende deze tijd één generatie, maar in het zuiden meerdere generaties. Tijdens de vlucht paren de vlinders en legt het vrouwtje haar eieren op de bladeren van de waardplant. De larve komt uit het ei. Waardplanten, de planten waar de rups van leeft en eet, zijn verschillende soorten in onder meer de zwartkorenfamilie, de weegbreefamilie en de ereprijsfamilie.
De larve groeit relatief langzaam en overwintert voordat hij volgroeid is. Volgend voorjaar groeit hij meestal volledig uit en verpopt hij. Een bepaald deel van de larven overwintert echter nog een keer of zelfs meerdere keren voordat ze verpoppen. Na een paar weken komt de volledig gevormde vlinder uit de pop en begint een nieuwe vluchtperiode. In warmere streken heeft deze vlinder in de zomer de tijd om een nieuwe generatie te ontwikkelen.

## Biotoop
De vlinder wordt aangetroffen in drie habitats:
- pas gekapt bos (waar de hengel de enige waardplant is),
- verwaarloosd grasland met smalle weegbree en gewone ereprijs,
- beschutte heide met hengel.

Deze habitats zijn tijdelijk, in die zin dat ze na enige tijd dichtgroeien tot bos. Vijf tot zes jaar na het kappen van een bos is de plek niet meer geschikt voor de bosparelmoervlinder. De afname van de soort is te verklaren door een afname van geschikte biotopen en doordat de soort geen grote afstanden aflegt.

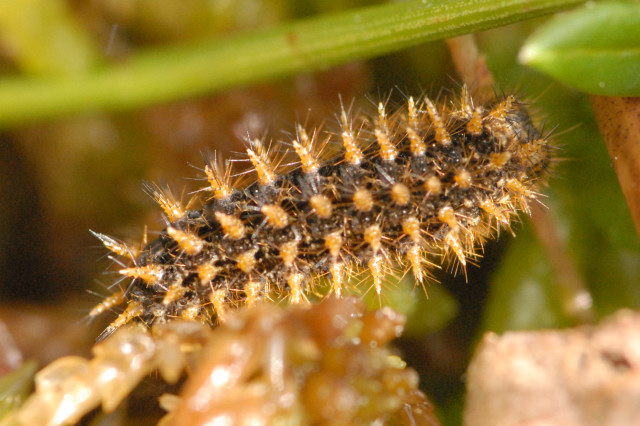
Rups van de bosparelmoervlinder

## Ondersoorten
- M. a. athalia
- M. a. norvegica Aurivillius 1888
- M. a. celadussa Frühstorfer 1910
- M. a. dictynnoides (Hormuzaki 1898)

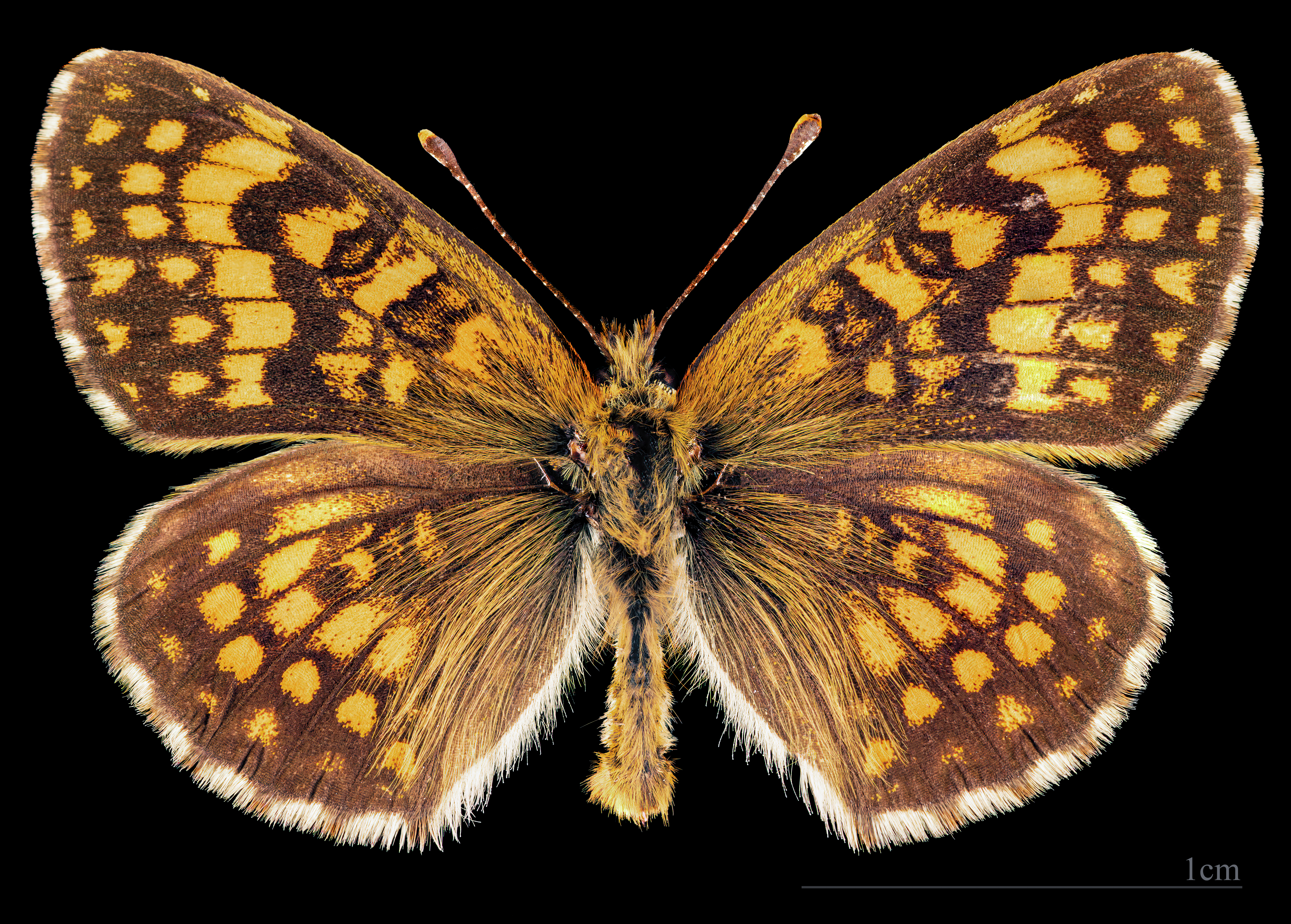
♂
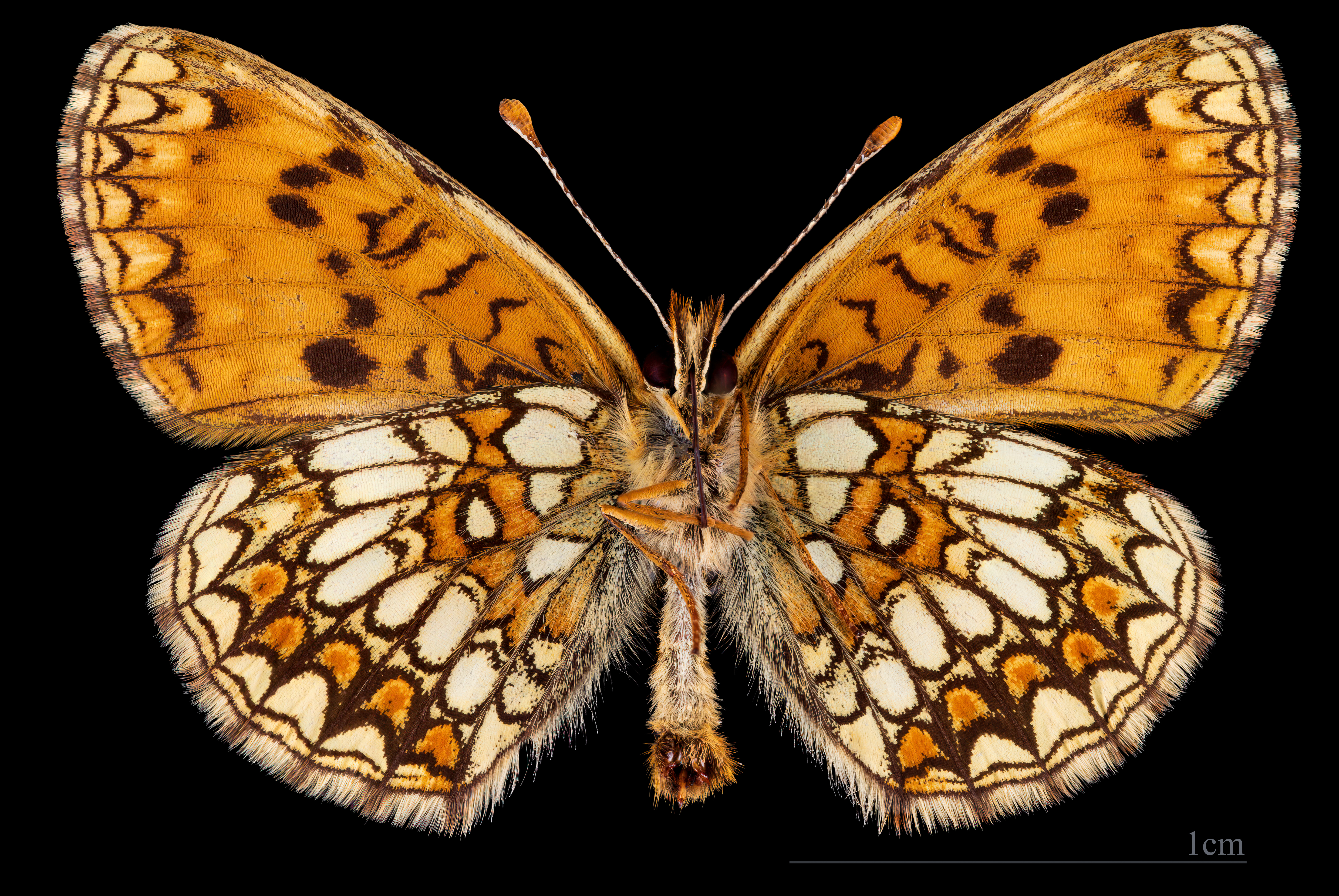
♂ △
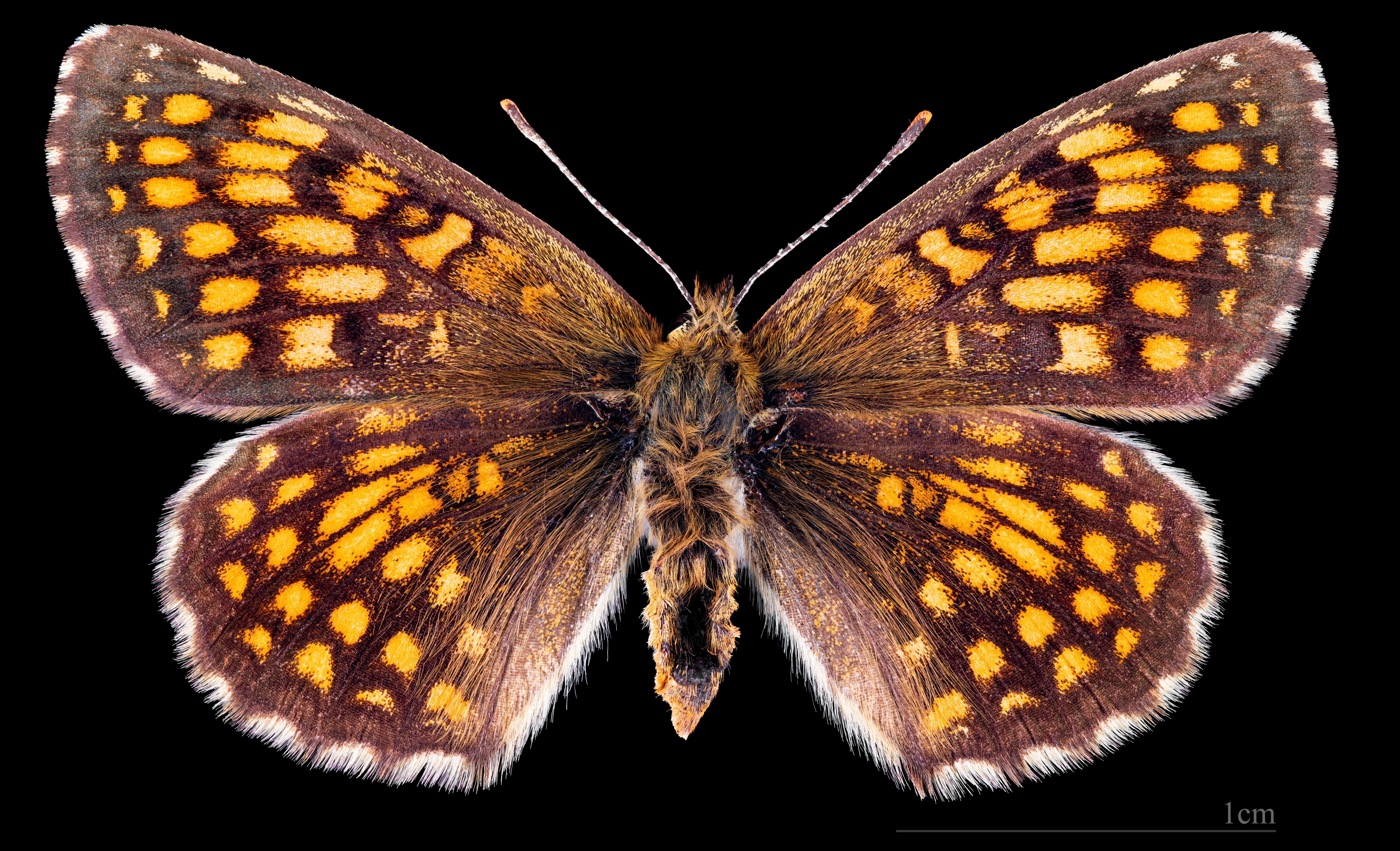
♀
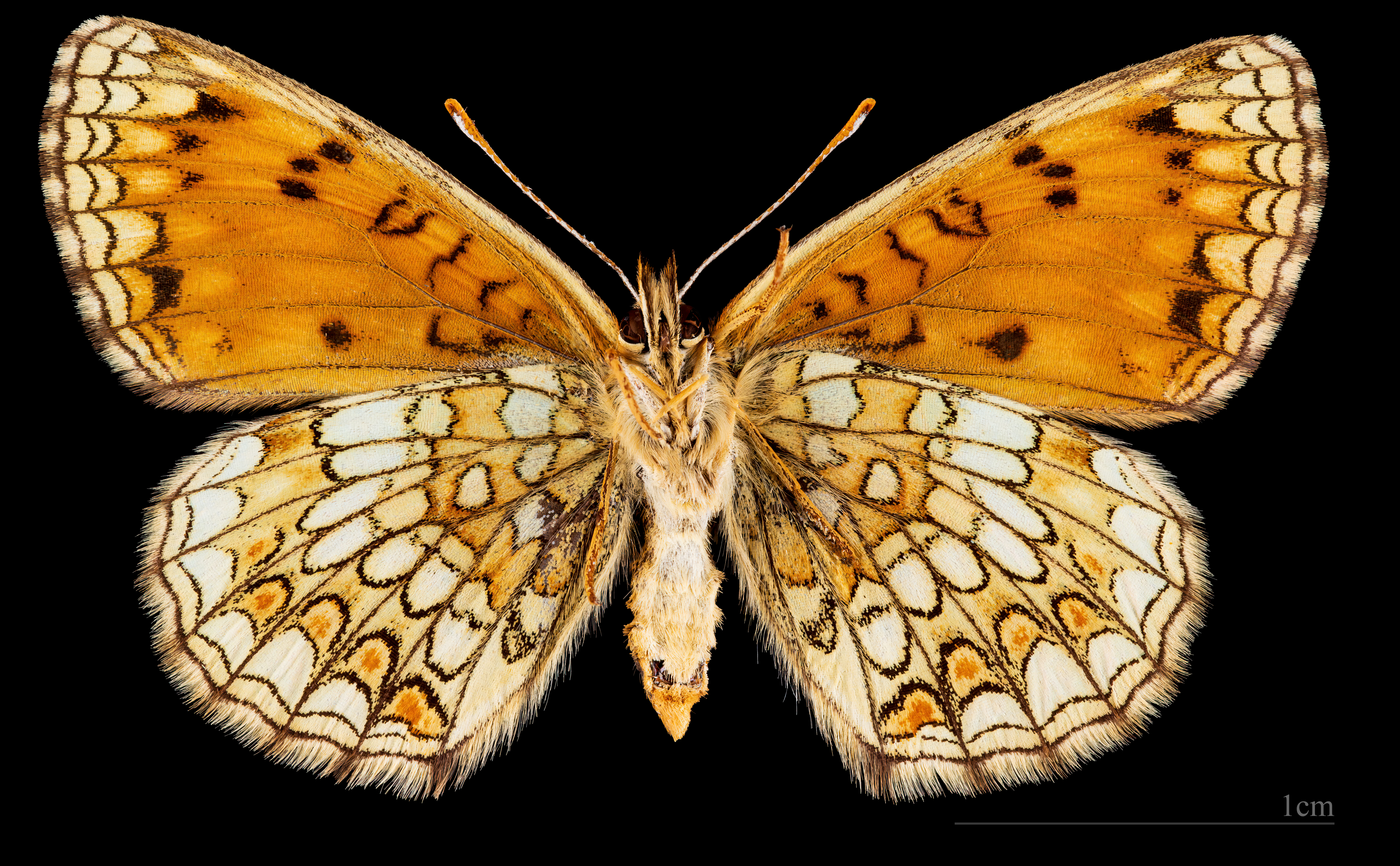
♀ △

- M. a. lucifuga (Fruhstorfer 1917)
- M. a. reticulata Higgins 1955
- M. a. baikalensis (Bremer 1961)
- M. a. hyperborea Dubatolov 1997

Melitaea athalia celadussa